# Ectropothecium epiphytum
Ectropothecium epiphytum är en bladmossart som beskrevs av Fleischer 1923. Ectropothecium epiphytum ingår i släktet Ectropothecium och familjen Hypnaceae. Inga underarter finns listade i Catalogue of Life.